# Rodný dům Jana Kubelíka
Rodný dům Jana Kubelíka, českého houslisty a hudebního skladatele, se nachází v Plynární ulici v Praze 4 - Michli. Je jednou z posledních staveb starší domovní zástavby historického jádra Michle. Od 6. února 2017 je uliční křídlo chráněno jako nemovitá kulturní památka České republiky.

## Historie
Dům v Plynární ulici č.p. 218 byl postaven okolo roku 1878 a jeho prvními majiteli byli Matěj a Barbora Kubelíkovi. Dne 5. července 1880 se zde narodil Jan Kubelík, budoucí český houslista a skladatel.
K původnímu domu nechali manželé Kubelíkovi přistavět jednopatrové dvorní křídlo s odkrytou pavlačí. Roku 1919 rodina dům prodala a o čtyři roky později se stal součástí širšího areálu továrny na mýdlo - Hellada, později n.p. Pražské svíčkárny. Interiéry uliční budovy byly adaptovány na kanceláře a laboratoře. Areál v průběhu let prošel četnými úpravami, včetně pobití pavlače prkny. Terénními úpravami prošel i dvůr a pozemek získal nového oplocení.
Uliční křídlo vlastní René Kubelík, pravnuk houslisty (rok 2021), je provizorně zabezpečeno proti dalšímu chátrání. Dvorní křídlo vlastní společnost Hellada Project Development, a.s., která vlastní i okolní pozemky a stavby bývalé továrny. V roce 2017 v celém areálu plánovala postavit obytný soubor U Hellady - čtyři osmipatrové bytové domy.

## Popis
Nárožní obytný dům se sedlovou střechou je svým severním čtyřosým průčelím orientován do ulice U Plynárny. K této stavbě bylo později přistavěno dvorní křídlo a dvorek.
Východní průčelí ukončuje nízký štít s přesahující sedlovou střechou, ve kterém je malý obdélný otvor do podkroví. Tato část domu je podsklepená; v přízemí má dvě místnosti s plochými stropy a okna lemovaná profilovanými šambránami.
Dvorní jižní křídlo je patrové a nepodsklepené; navazuje na část uliční v půdorysné stopě ve tvaru písmene „L“. Obsahuje otevřenou verandu - pavlač nesenou na konzolách, které jsou tvořeny cihelnou klenbou do traverz. Pavlač je zvenčí pobita prkny se čtveřicí nepůvodních oken. Prostor pod pavlačí je osazen dřevěnou konstrukcí s vyřezávanými ztužujícími pásky a zábradlím. Tato část domu je zastřešena pultovou střechou.
Na štítovou zeď uličního objektu navazuje na východní straně oplocení, tvořené vysokou podezdívkou z režného zdiva s pilířky. Mezi pilířky jsou pole kovového mřížkového plotu. K otvoru proraženému v oplocení pro dvoukřídlou kovovou branku vedou kamenné schůdky.